# Kreisiraadio
Kreisiraadio (hrvatski:ludi radio) je trio zabavljača i pjevača iz Estonije. Predstavljali su Estoniju na Euroviziji 2008. i nisu prošli u finale.

## Počeci
Kreisiraadio je zabavni radio program koji je počeo 1993. na stanici Kuku radio, a kasnije je prešao u TV program na državnoj estonskoj televiziji. Grupu čine estonski novinari i zabavljači Hanes Verno, Peter Oja i Tarmo Leinatam.

## Eurovizija
Sudjelovali su u programu Eurolaul 2008, estonskom natjecanju za izbor nacionalnog predstavnika na Euroviziji 2008., održanom 2. veljače 2008., i pobijedili televotingom u konkurenciji 9 kandidata. Grupa je osvojila najviše glasova i u prvom i u drugom krugu glasovanja, pobijedivši s preko 52.000 glasova prema 30.963 za drugoplasiranu pjesmu Ice cold story.
Kreisiraadio je predstavljao Estoniju s pjesmom Leto Svet na srpskom jeziku. Pjesma se sastoji od besmislenih rečenica koje se obično spominju u turističkim rečenicima. Refren se još ponavlja na njemačkom i finskom jeziku. Uz članove grupe, autori glazbe i teksta su Prit Pajusar i Glen Pilvre.